# Alestopetersius compressus
Alestopetersius compressus är en fiskart som först beskrevs av Max Poll och Gosse, 1963.  Alestopetersius compressus ingår i släktet Alestopetersius och familjen Alestidae. IUCN kategoriserar arten globalt som livskraftig. Inga underarter finns listade i Catalogue of Life.